# Alexander Kuoppala
Alexander Kuoppala (född 11 april 1974 i Esbo, Finland) var gitarrist i det finska bandet Children of Bodom mellan år 1995 och 2003.